# Дульса Леонская
Дульса или Альдонса (род. ок. 1195) — младшая дочь короля Леона Альфонсо IX и Терезы Португальской.

## Жизнь
В отличие от старшей сестры Санчи, которая воспитывалась при дворе отца, Дульса и её старший брат Фернандо воспитывались матерью в Португалии после того, как брак родителей был аннулирован в 1195 году.
После смерти брата Санчи в 1214 году, Альфонсо IX назвал своего второго сына, также Фернандо, своим наследником, присвоив ему титул инфанта в 1216 году. В 1217 году при поддержке аристократии Альфонсо подарил своим дочерям Санче и Дульсе деревни Портела-де-Сан-Хуан, Бурго-де-Рибадавия и Алларис, чтобы они пожизненно правили ими, после чего были бы возвращены под управление короны. В том же году мать Фернандо, Беренгария, унаследовала королевство Кастилия, но передала его своему сыну, которого 2 июля 1217 года объявили королём в Вальядолиде. Учитывая, что наследник стал правителем другого королевства, Альфонсо попытался сделать старших дочерей своими наследницами. В Борональском договоре, заключённом с Португалией в 1219 году, Альфонсо прямо заявляет, что если он умрет, Португалия должна соблюдать это соглашение с его дочерьми.
Альфонсо объявил Санчу и Дульсу своими наследницами, но после его смерти 24 сентября 1230 года народ Леона, которые присягнули Фернандо III в 1206 году, отказались признать его дочерей, а они в свою очередь уступили свои права на королевство сводному брату. В то время Дульсе было уже 35 лет. Это соглашение, заключённое в Валенсии-де-Дон-Хуане Беренгарией и Терезой при участии Санчи и Дульсы, известно как «договор матерей». Договор был подписан в Бенавенте, и в качестве компенсации Фернандо пообещал выплачивать ежегодное содержание в размере 30 тысяч мараведи каждой из своих единокровных сестёр, а также владение некоторыми замками.